# Projeto Mapa (Arquivo Nacional)
O projeto Mapa (Memória da Administração Pública Brasileira) foi criado em 1981, no âmbito do programa de modernização do Arquivo Nacional, para levantar e processar informações sobre a administração pública brasileira, a fim de atender às áreas técnicas no processo de identificação e organização dos conjuntos documentais sob a guarda da instituição. O estabelecimento deste grupo de pesquisa, que existe até hoje, deu-se em virtude da carência de estudos sistemáticos sobre a história administrativa do país, considerada como um pré-requisito para a execução das tarefas que envolviam o tratamento da documentação, possibilitando entender sua organicidade e reconhecer sua procedência (Arquivo Nacional, 1984).
Em seus primeiros anos, o grupo construiu uma metodologia específica de pesquisa, orientada pelo respeito ao princípio de proveniência, que, utilizando como base a legislação, permitia recuperar as principais características sobre a organização da administração pública brasileira, subsidiando tanto as atividades de processamento técnico dos fundos do Arquivo Nacional, quanto as de identificação dos documentos localizados em órgãos e entidades públicos visando ao seu recolhimento (Arquivo Nacional, 1984)..
Ultrapassando seus objetivos iniciais, os trabalhos do Mapa também se voltaram para o público externo, dando origem ao livro Fiscais e meirinhos: a administração no Brasil colonial (1985) e à estruturação de uma base de dados sobre a administração pública brasileira, a Base Mapa (1985), que se constituiu como uma experiência inovadora na utilização do computador como suporte para a pesquisa histórica.
Ao longo dos anos, o projeto, acompanhando as transformações ocorridas no Arquivo Nacional, foi transformado em um programa permanente pesquisa, ampliando seu papel na divulgação de informações e na produção de estudos sobre a história da administração pública brasileira. Em 2008, a base de dados, integrante do Sistema de Informações do Arquivo Nacional (Sian), tonou-se acessível ao grande público via internet, contando com registros, constantemente atualizados, sobre cargos, órgãos e entidades de 1501 até os dias atuais (Sobre o Mapa...).
Outras frentes de trabalho do Mapa estiveram dedicadas ao apoio às atividades de classificação e programas de gestão de documentos, assim como à elaboração de publicações, entre as quais destacam-se Estado e administração: a corte joanina no Brasil (2010), Estado e administração: a construção do Brasil independente (1822-1840) (2015) e Guia da administração brasileira: Império e Governo Provisório (1822-1891) (2017), e os trabalhos monográficos da série Cadernos Mapa.
Em 2011, foi criado o sítio Mapa, que tem como principal produto o Dicionário da administração pública brasileira, composto, atualmente, por três partes: período colonial (1501-1822), período imperial (1822-1889) e Primeira República (1889-1930).